# إدوين مورينو
إدوين مورينو (بالإسبانية: Edwin Moreno)‏ هو لاعب كرة قاعدة فنزويلي، ولد في 30 يوليو 1980 في San Rafael del Moján ‏ في فنزويلا.

## وصلات خارجية
- إدوين مورينو على موقع دوري كرة القاعدة الرئيسي (الإنجليزية)
- إدوين مورينو على موقعبيزبول رفرنس.كوم (الدوري الرئيسي) (الإنجليزية)
- إدوين مورينو على موقعبيزبول رفرنس.كوم (الدوري الثانوي) (الإنجليزية)